# Frank H. Funk

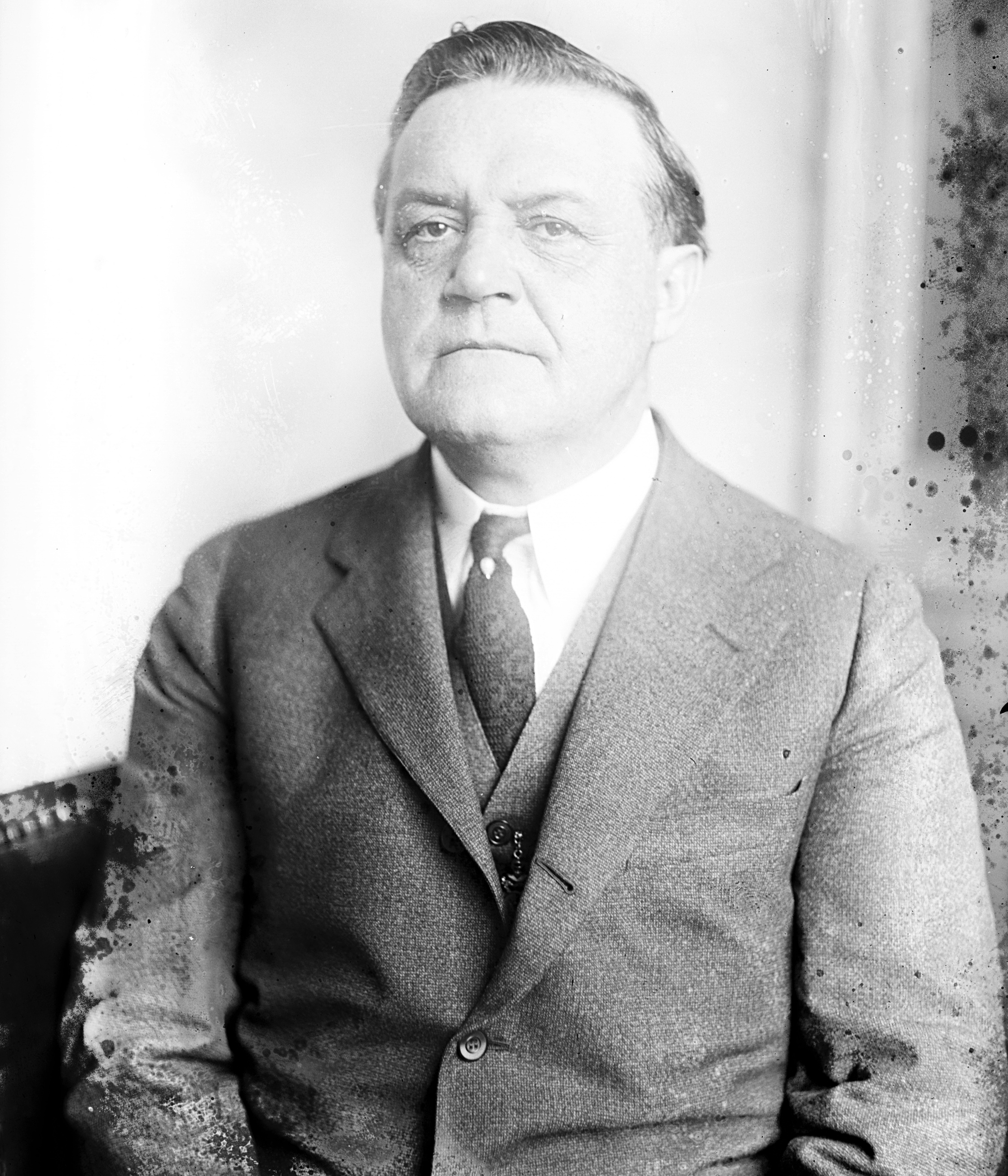
Frank H. Funk

Frank Hamilton Funk (* 5. April 1869 in Bloomington, Illinois; † 24. November 1940 ebenda) war ein US-amerikanischer Politiker. Zwischen 1921 und 1927 vertrat er den Bundesstaat Illinois im US-Repräsentantenhaus.

## Werdegang
Frank Funk war der Sohn des Kongressabgeordneten Benjamin F. Funk (1838–1909). Er besuchte die öffentlichen Schulen seiner Heimat und die Illinois Normal School. Danach setzte er seine Ausbildung bis 1888 an der Lawrenceville School in New Jersey fort. Daran schloss sich bis 1891 ein Studium an der Yale University an. In den folgenden Jahren arbeitete Funk in der Landwirtschaft und hier besonders auf dem Gebiet der Viehzucht. Politisch schloss er sich der Republikanischen Partei an. Zwischen 1906 und 1912 gehörte er deren Staatsvorstand an. In den Jahren 1909 bis 1911 saß er im Senat von Illinois. Dann schloss er sich der von Theodore Roosevelt gegründeten Progressive Party an. Als deren Kandidat bewarb er sich im Jahr 1912 erfolglos um das Amt des Gouverneurs von Illinois.
In den Jahren 1912 und 1916 leitete Funk die Delegation aus Illinois auf den jeweiligen Bundesparteitagen der Progressive Party. 1913 kandidierte er erfolglos für den US-Senat. Von 1914 bis 1921 war er Mitglied der Kommission für die Versorgungsbetriebe in Illinois (Commissioner on the Illinois Public Utilities Commission). Inzwischen war er wieder zur Republikanischen Partei zurückgekehrt. Im Juni 1920 nahm er als Delegierter an der Republican National Convention in Chicago teil, auf der Warren G. Harding als Präsidentschaftskandidat nominiert wurde.
Bei den Kongresswahlen des Jahres 1920 wurde Funk im 17. Wahlbezirk von Illinois in das US-Repräsentantenhaus in Washington, D.C. gewählt, wo er am 4. März 1921 die Nachfolge von Frank L. Smith antrat. Nach zwei Wiederwahlen konnte er bis zum 3. März 1927 drei Legislaturperioden im Kongress absolvieren. Im Jahr 1926 wurde er von seiner Partei nicht mehr zur Wiederwahl nominiert. Nach dem Ende seiner Zeit im US-Repräsentantenhaus zog sich Funk in den Ruhestand zurück. Er starb am 24. November 1940 in Bloomington.